# М-84
„М-84“ е модерен основен боен танк от втора генерация, произвеждан от Социалистическа федеративна република Югославия (1984 – 1991) и после в Хърватия (1996 – 2003).

## Разработка и производство
М-84 е модификация на съветския танк Т-72, разработена от Военнотехническия институт в Белград. М-84 има някои подобрения, като по-добра композитна броня и по-мощен двигател. Танкът влиза в употреба в Югославските въоръжени сили през 1984 г., а неговата модификация М-84М – няколко години по-късно.
Около 240 предприятия от цяла Югославия участват в производството на танка (и още около 1000 участващи непряко), сглобяван окончателно в гр. Славонски брод, Хърватия.
В края на 1980-те години започва проект за заменящ танк, наречен „Вихър“. За разлика от М-84, този танк не копира съветска машина. Поради разпадането на Югославия този проект е изоставен.
Последната югославска версия на М-84 е М-84АБ1, която е представена през 2004 г. По външен вид и параметри наподобява руските Т-90.
Хърватия разработва високомодернизиран прототип, наречен М-95 Дегман. М-84Д е версията, влязла в серийно производство, която в основата си е М-95 Дегман с малки промени.
Около 150 танка М-84 са изнесени за Кувейт. Печалбата от продажбата е 500 млн. американски долара, което е най-голямата печалба от износ на военната промишленост на Югославия по онова време. Разпадането на СФРЮ през 1991 г. спира износа. Кувейт е поискал 215 танка, но не е изпълнена цялата поръчка. Тогава Хърватия предлага на Кувейт да модернизира техните танкове по стандартите на М-84Д и да им продаде още 65 танка. В същото време Кувейт отхвърля предложението на САЩ да замени техните остарели танкове с М1 Ейбрамс.

### Въоръжение
М-84 е въоръжен с 2A46 125 mm гладкостволно оръдие. Газовият цилиндър е поместен в средата на оръдието и е покрит със защитен топлинен слой, който намалява деформациите на оръдието от високите температури и осигурява това то да е охладено при внезапни изстрели. М-84 използва автоматично презареждане, което осигурява по 8 изстрела в минута.
Мунициите са подредени под купола на корпуса на танка. Тази концепция е взета от съветския Т-72. Това позволява бързо изстрелване на снаряди, но прави М-84 уязвим. Тази слабост е използвана от хърватските сили в Хърватската война за независимост и от словенските войници в Десетдневната война за да се унищожат екипажите на югославските танкове. В по-късните етапи на конфликта тези загуби са намалени чрез използването на нови подобрени тактики.
Освен основното оръдие М-84, танкът е въоръжен и с коаксиална картечница 7,62 mm M86 и с още една противовъздушна картечница 12,7 mm M87.

### Двигател
Танкът използва 12-цилиндров дизелов двигател V46-6 с водно охлаждане и с мощност 574 kW. Подобрената модификация М-84А има по-модерен и мощен V46-TK 735 kW двигател. С максимално гориво (1200 L) танкът може да измине 450 km, а заедно с външните резервоари разстоянието се увеличава до 650 km.
Хърватските модификации имат подобрена мощност на двигателя. Моделът М-84А4 има двигател немско производство с мощност 820 kW, а М-95 Дегман е с 895 kW двигател, най-мощният сред всички варианти на М-84. Дегман има и най-голям обем на горивото – 1450 L.

## Модернизация
През 2005 г. са представени М-84АБ1 и М-2001, подобрени и модернизирани версии на М-84. Основно подобрение е системата за дневно/нощно виждане. M84A1 е заменено от по-добро оръдие с подобрени характеристики и по-добра възможност за сменяне на боеприпасите в полеви условия. М-2001 може да изстрелва противотанкови управляеми ракети с лазерно насочване, с което могат да се засичат вражески танкове на разстояние 9 km.
М-2001 е покрит с реактивна броня. Подобрената броня е оборудвана и с модерна електрооптична система против жично и лазерно насочвани противотанкови ракети.

## Подобни танкове
М-84 е много идентичен със съветския Т-72, чиято модификация е. Югославия обаче не единствената страна, която е поискала лиценз за конструкции на базата на Т-72. Много страни от бившия Източен блок и страни наследнички на СССР също произвеждат танкове, които са много близки до М-84.
Танкът от трета генерация Т-90 е много подобен на сръбския М-84АБ1. По-голямата част от частите за М-84АБ1 се доставят от Русия, което също говори за големия процент на подобие и заменимост на тези танкове.

## Участие във военни конфликти

### Пустинна буря
Няколко месеца преди Войната в Залива в Кувейт няколко варианта на М-84 от Югославската армия трябва да заменят старите британски танкове. След подписването на договора четири танка М-84А са взети от Ниш, за да бъдат доставени за операцията, но Иракската армия ги пленява скоро след окупацията. Следващите доставки на танкове са спрени по време на инвазията. Кувейтската бронирана бригада Фатах е оборудвана със 70 танка М-84. Те обаче не вземат участие в битката, защото са много подобни на Т-72 в иракската армия. М-84 е много ефективен срещу Т-62 и Т-55. Няколко от тях са унищожени от приятелски огън.

### Югославски войни

#### Словения
По време на Десетдневната война в Словения М-84 са натоварени със задачата да охраняват границите на Съюзната република. Тъй като Словенската армия няма почти никакви военни бронирани единици, няма нужда М-84 да бъдат пратени на предните фронтове.
Танковете са използвани за пробиване на барикадите от камиони, но с не много голям успех.
Югославските сили губят около 20 броя М-84 по този начин и вероятно изоставят още 60 от тях. Словения завзема всички тези танкове, намиращи се на нейна територия след подписването на мирния договор.

#### Хърватия
М-84 имат възможност да покажат своите възможности при битката при Вуковар, където югославските сили най-вероятно лековерно разгръщат големи колони от ОБТ без подкрепа от пехотата. Заради това те търпят големи загуби само за един ден, когато са унищожени около 100 бронирани превозни средства, основно танкове Т-55 и 20 М-84.

#### Босна и Херцеговина
В Босна М-84 има малка възможност за водене на битки. Със започването на войната всички бронирани машини и екипировката им е предадена на армията на Република Сърбия. Тя разполага с около 150 до 200 танка М-84 и армията на Босна и Херцеговина пленява само три машини от тях. Много танкове М-84 са използвани при обсадата на Сараево, както и при други по-малки по мащаб конфликти. Броят на танковете, унищожени по време на Босненската война, е неизвестен.

#### Войната в Косово
По време на войната в Косово са използвани танкове М-84 от 211-а и 252-ра бронирани бригади на Югославската армия. Те са използвани срещу евентуална инвазия на НАТО в Косово и Метохия, а срещу албанските бунтовници са използвани танкове Т-55, които са много ефективни в допълнение с пехотата (БВП М-80, БОВ и М53/59 Прага).
НАТО заявява, че са унищожили 300 сръбски танка, но това е съмнителна информация. 14 танка са унищожени от въздушни удари на НАТО. От тях 8 са Т-55 и 5 М-84, като за попаденията, освен авиацията на НАТО, е помогнала и армията за освобождение на Косово

## Оператори
- Сърбия
  - Сърбия има 212 танка ОБТ М-84 във версиите М-84, М-84А, М-84АИ и М-84АК на служба плюс още 10 танка в запас. Има планове за модернизиране на всички сръбски танкове във версията М-2001.[1]

- Кувейт
  - Кувейт притежава 149 танка М-84АБ, които са закупени по време на операция Пустинна буря от Югославия. Арабската страна смята да модернизира тези танкове по стандартите на М-84Д и да закупи още 64 от Хърватия.[2]

- Босна и Херцеговина
  - Броят на танковете в босненската армия е неизвестен, както е неизвестно и колко от тях са годни за експлоатация.

- Хърватия
  - Хърватия разполага със 75 ОБТ М-84 като около 60 от тях са пленени по време на войната. Поне 20 от хърватските танкове са от модернизирания тип М-84А4 Снайпер. Всички танкове трябва да бъдат доведени до такова ниво към 2008 г.

- Словения
  - В словенската армия има 54 танка М-84. Повечето от тях са в експлоатация и са модернизирани по стандартите на М-84А4, но има и значителен брой които са изведени от експлоатация. Тези танкове трябва да бъдат заменени около 2010 г.

### Бивши оператори
- Югославия
  - Югославската армия е разполагала с 450 танка във версиите М-84 и М84А. Планирало се е да бъдат конструирани още 1000 танка М-84, които да заменят остарелите Т-34, М4 Шърман и М-47 Патън и някои от танковете Т-55. Повечето от танковете на бивша Югославия са поделени от страни наследнички на СФРЮ.

- Република Сръбска
  - През Босненската война босненските сърби са използвали голям брой М-84 от бившата армия на Югославия. След войната много от танковете са предадени на ФР Югославия, защото Република Сръбска е имала ограничение за броя на танковете, който е достигал до 137 танка. След като армията на република Сръбска става част от въоръжените сили на Босна и Херцеговина, съдбата на техните М-84 е неизвестна.

- Република Сръбска Крайна
  - Сръбска Крайна е оборудвана с около 30 танка М-84, които са най-доброто въоръжение на страната по време на войната в Хърватия. Използвани са в критични региони от корпусите на специалните сили, едни от най-елитните в армията на Сръбска Крайна. Хърватските въоръжени сили унищожават около 5 М-84, а останалите са евакуирани в Република Сръбска и ФР Югославия след започването на „Операция Буря“.

### Отказани поръчки[3]
- Либия
  - Либия е имала ратифицирано споразумение с Югославия за закупуването на 200 М-84, които били вече произведени, но никога не са доставяни заради започването на войната в Югославия.

- Пакистан
  - През 1990 г. Пакистанските военни са заинтересовани в закупуването на сръбски танкове М-84. Един образец е изпратен в Пакистан за да бъде тестван. Армията на Пакистан одобрява танка, но поръчката не е осъществена заради ситуацията в Югославия по това време.

### Подобни танкове
- Асад Бабил
- Т-64
- Т-72
- Т-80
- Т-84
- Т-90
- ПТ-90 Тварди
- М-2001
- М-95 Дегман